# Миронов, Виктор Петрович
Виктор Петрович Миронов (12 ноября 1918 — 16 февраля 1943) — участник Великой Отечественной войны, капитан авиации, Герой Советского Союза (6 июня 1942).
В годы Великой Отечественной войны В. П. Миронов — командир звена 145-го истребительного авиационного полка 1-й смешанной авиационной дивизии 14-й армии Карельского фронта, капитан.

## Биография
Родился 12 ноября 1918 года в деревне Тупичино, ныне Темкинского района Смоленской области, в семье крестьянина. После окончания 8 классов начальной школы приехал в Москву и поступил в ФЗУ Метростроя. С 17 лет занимался планеризмом в Московском аэроклубе. Работал слесарем, арматурщиком, одновременно учился в школе рабочей молодёжи, затем на рабфаке. В 1937 году по специальному комсомольскому набору был направлен в Борисоглебское военное авиационное училище лётчиков, которое окончил в 1939 году.
Участник Советско-финляндской войны 1939—1940 годов, награждён медалью «За отвагу».
С июня 1941 года младший лейтенант В. П. Миронов в действующей армии. Сражался на Карельском фронте. По ноябрь 1941 года служил в составе 145-го ИАП; по февраль 1943 года — в 609-м ИАП. Был командиром звена, затем эскадрильи.
К сентябрю 1941 года командир звена 145-го истребительного авиационного полка (1-я авиационная дивизия, 14-я Армия, Карельский фронт) старший лейтенант В. П. Миронов совершил 127 боевых вылетов, в 25 воздушных боях лично сбил 5 вражеских самолётов. Бомбово-штурмовыми ударами нанёс большой урон живой силе и технике противника.
Указом Президиума Верховного Совета СССР «О присвоении звания Героя Советского Союза начальствующему составу Военно-воздушных сил Красной Армии» от 6 июня 1942 года за «образцовое выполнение боевых заданий командования на фронте борьбы с немецкими захватчиками и проявленные при этом отвагу и геройство» удостоен звания Героя Советского Союза с вручением ордена Ленина и медали «Золотая Звезда».
С осени 1942 года сражался в составе 609-го истребительного авиаполка. Всего совершил 356 боевых вылетов. Сбил 10 вражеских самолётов лично и 15 — в группе.
16 февраля 1943 года погиб при выполнении учебного полёта.
Похоронен в посёлке Шонгуй Кольского района Мурманской области.

## Награды
- Медаль «Золотая Звезда» Героя Советского Союза (№ 871);
- орден Ленина;
- орден Красного Знамени;
- медали, в том числе:
  - медаль «За отвагу».

## Память
- Улица, носящая имя Героя Советского Союза Виктора Петровича Миронова, есть в городе Мурманске, а в городе Кола Мурманской области именем героя назван проспект.
- В Мурманске имя Виктора Миронова носит среднеобразовательная школа № 44. В ней есть музей, названный именем Героя, около входа в музейный кабинет находится портрет и самого Виктора Миронова. На фасаде образовательного учреждения установлена памятная доска с именем лётчика.
- В составе тралового флота числится траулер «Виктор Миронов».
- На родине Героя в Смоленской области его именем названа школа, также учреждён приз Виктора Миронова для молодых механизаторов.